# Absam
Absam este un sat în Austria situat la aprox. 13 km est  de orașul Innsbruck. Primele atestări documentare ale localității datează din anul 995.Localitatea are ca. 6.600 loc. fiind situat la altitudinea de 632 m deasupra n.m. Date despre localitate:
- aparține de satele comunități MARTHA
- este aminitit în anul 995 în documentele diocezei Brixen, sub numele „Abazanes“
- Localitatea cuprinde satele Absam, Eichat la care se poate ajunge din Innsbruck cu autobuzele D și E.
- In regiune din cauza exploatării de sare din Vallea Hall, a avut loc un proces de industrializare relativ timpurie.
- Localitatea cade pe traseul pelerinilor care mergeau pe drumul lui Iacob, cea ce a determinat ca în anul 2000 biserica localității să devină catedrală.